# تپه رشمینه ۲
تپه رشمینه ۲ مربوط به عصر آهن - دوره اشکانیان - دوره سلوکیان است و در شهرستان گیلانغرب، بخش مرکزی، دهستان حومه، ۶۰۰ متری جنوب غربی روستای علیرضاوندی واقع شده و این اثر در تاریخ ۲۶ اسفند ۱۳۸۷ با شمارهٔ ثبت ۲۵۷۶۲ به‌عنوان یکی از آثار ملی ایران به ثبت رسیده است.